# Реад, Николай Андреевич
Николай Андреевич Реад (1793, Мачулы, Смоленское наместничество — 4 августа 1855, Федюхины высоты) — русский военачальник и администратор, генерал от кавалерии (19 апреля 1853), генерал-адъютант (1854), участник Наполеоновских войн, Польской кампании 1831 года и покорения Кавказа. В Крымскую войну командовал неудачным штурмом Федюхиных высот во время сражения на берегу Чёрной речки и погиб от артиллерийского огня. Член Государственного совета (1854—1855).

## Биография

### Первые годы
Происходил из дворян Смоленской губернии, родился в 1793 году в деревне Мачулы Ельнинского уезда Смоленской губернии. Сын подполковника Андрея Ивановича Реада, по выходе в отставку избранного смоленским губернским предводителем дворянства. Получив домашнее образование, он был определён унтер-офицером в лейб-гвардии Преображенский полк. 3 апреля 1808 года был произведён в подпрапорщики, а 7 января 1810 года получил чин прапорщика и 22 марта переведён в Корпус инженеров путей сообщения на правах инженера 3-го класса с назначением адъютантом к генерал-инспектору корпуса Ф. П. Деволланту. 18 декабря 1811 года был произведён в инженер-капитаны.

### Против Наполеона
19 марта 1812 года Реад был переведён в Сумской гусарский полк с переименованием в ротмистры. Свою боевую деятельность Реад начал в Отечественную войну; состоя в резерве Корпуса инженеров путей сообщения, Реад участвовал в первый раз в деле против французов 15 июня 1812 года при Витебске и за храбрость получил 4 октября того же года орден Св. Владимира 4-й степени с бантом; затем принимал деятельное участие в прикрытии отступления русской армии от Витебска, участвовал в сражении при деревне Орлово, в нескольких перестрелках с французами, а также был в прикрытии батарей при Смоленске. При переправе русских войск через Днепр, Реад выказал свою распорядительность в порученной ему, как инженерному офицеру, обязанности, а в сражении при Вязьме оказал ряд подвигов самоотверженной храбрости. Однако венцом первоначальных боевых подвигов молодого Реада было участие его в Бородинской битве, после которой он был 21 октября 1812 года произведён, «за боевое отличие», в майоры, оставаясь по-прежнему в передовом отряде действующей армии.  

Затем Реад принимал участие в делах при деревне Вороново, у города Боровск, при Тарутине и под Красным. За оказанное в этих делах мужество Реад 3 ноября был произведён в подполковники, а когда, в 1813 году, русская армия перешла в наступление — и он двинулся вместе с ней, участвовал в штурме Дрездена, а при селении Оберсвальде принимал участие в том сражении, во время которого было нанесено сильное поражение армии Наполеона. Спустя месяц Реад находился под Лейпцигом. Мужество и примерная храбрость, которые проявил он в этих делах, а в особенности в сражении под Лейпцигом, были отмечены награждением его орденом Святой Анны 2-й степени (27 декабря 1813) и золотой саблей с надписью «За храбрость» (22 января 1815). В 1814 году Реад ни на один день не покидал действующих отрядов, деятельно и неустанно принимая участие в сражениях при Бриенне, Бар-сюр-Обе (был удостоен алмазных знаков к ордену Святой Анны 2-й степени), Фер-Шампенуазе, Арси-сюр-Обе, выпадавших на долю авангарда, как в качестве строевого офицера, принимавшего на себя различные опасные поручения и производившего рекогносцировки, так и исполнителя, в нужных случаях, обязанностей инженерного офицера, причём за взятие Парижа был награждён орденом Святого Георгия 4-й степени 
За отличие в сражении с французами под Красным.
 (18 марта 1814) и прусским орденом Pour le Mérite.

### В России
За время пребывания в Париже Реад, как и большинство русских офицеров, увлекся масонством и поступил в число членов одной из масонских лож, а впоследствии, по возвращении в Россию, состоял членом одного из тайных обществ, сильно тогда распространённых по всей Империи. Однако Реад, как человек, всецело занятый своей службой, не принимал деятельного участия в собраниях общества и планах его членов, а потому избежал участи, постигшей его товарищей после 14 декабря 1825 года. 10 мая 1818 года был назначен командиром Ольвиопольского гусарского полка. 12 декабря 1824 года Реад был произведён в полковники, и за прекрасное командование Ольвиопольским полком был назначен 3 сентября 1828 года флигель-адъютантом к Его Императорскому Величеству. В том же году, во время русско-турецкой войны 1828-1829 гг., Реад сопровождал императора Николая I, в числе приближенных к Государю лиц (как-то: Бенкендорф, Потёмкин и Суворов), в его поездках через Елисаветград, Браилов и Тирасполь. За время этой поездки Государь оценил Реада и до самой своей кончины оставался к нему неизменным.

### От Польши до Венгрии
В 1831 году Реаду пришлось принимать близкое участие в подавлении Польского восстания. И здесь, как и во время Отечественной войны, он выказал обычное мужество и распорядительность. Особенно отличился Реад в генеральном сражении под Прагою, во время которого поляки потерпели полное поражение. Реад своей лихой и своевременной атакой смял польских улан и, обратив их в бегство, преследовал по пятам со своим полком. За это дело Реад был произведён в генерал-майоры с оставлением в занимаемой должности командира полка (31 марта 1831). 23 марта два эскадрона вверенного ему полка, под начальством самого полкового командира, близ Гарвалина встретили отряд повстанцев, атаковали его и обратили в бегство. Во время усиленной рекогносцировки, произведённой русскими около местечка Лопович, Реад со своим полком находился в авангарде армии, и ему пришлось принять самое деятельное участие в этой рекогносцировке. Кроме вышеуказанных, Реад участвовал ещё в деле на реке Ливице, окончившемся блистательной победой русских, а также в деле близ Венгрова и, наконец, в бою при Миньске-Мазовецком 14 (26) апреля. Под Остроленкой (14 мая), когда польская армия, разбитая наголову, перешла в беспорядочное отступление, Реад со своими гусарами не раз участвовал в схватках с польской кавалерией, а после этого дела, по переправе через нижнюю Вислу, вместе с полком присоединился к главной армии, которая двинулась усиленными маршами к Варшаве. Здесь в генеральном сражении Реад также принимал близкое участие, а после падения Варшавы участвовал с полком в преследовании бежавших остатков армии повстанцев до Прусской границы. За отличие в Польской кампании Реад был награждён орденами Святой Анны 1-й степени (18 октября 1831 г.) и Знаком отличия за Военное достоинство 2-й степени (1831 г.).
19 февраля 1833 года Реад был назначен командиром 1-й бригады 2-й лёгкой кавалерийской дивизии и затем — 1-й бригады 3-й лёгкой кавалерийской дивизии, в августе—сентябре 1836 г. командовал самой дивизией. 6 декабря 1840 года Реад был произведён в генерал-лейтенанты и с 20 декабря 1845 года по 24 февраля 1846 года командовал 2-й лёгкой кавалерийской дивизией. Из поручений, какие возлагались за этот период на Реада, особенное значение для его дальнейшей службы имела командировка в Петербург для получения новых правил кавалерийской службы в Отдельном гвардейском корпусе, при чём, по Высочайшему повелению, он командовал некоторое время 3-й легкой кавалерийской дивизией.
При открытии Венгерской кампании Реад находился в составе русской армии и совершил переход через Карпаты, но во время этого движения он заболел и должен был вернуться в Россию, где с 1 мая 1851 года командовал 1-м пехотным корпусом.
За это время Реад был удостоен орденов Святого Владимира 2-й степени (9 января 1844), Белого Орла (18 февраля 1846), Святого Александра Невского (23 мая 1850).

### Кавказ
6 ноября 1851 года Реад был назначен состоять при главнокомандующем Отдельным Кавказским корпусом с оставлением по кавалерии. В феврале 1852 года Реад приехал в Тифлис и с первых же месяцев своей службы приобрел полное расположение и доверие наместника на Кавказе князя М. С. Воронцова. Назначенный инспектором всех местных войск, Реад принужден был много разъезжать по Кавказу, и эти поездки давали ему возможность ближе знакомиться с бытом и нуждами нового, ещё не смирившегося края. 19 апреля 1853 года Реад был произведён в генералы от кавалерии, а в следующем году ему было поручено заместить хворавшего князя Воронцова сначала по гражданской части и затем военной. 2 марта 1854 года Реад вступил в командование Отдельным Кавказским корпусом и войсками, к нему прикомандированными, на правах командира Отдельного корпуса. В тяжёлое время вступил в новую должность Реад: на Кавказе все время кипела ожесточённая война; постоянные набеги горцев и замиренное население покорённых областей доставляли немало забот главному начальнику Кавказа. Из писем князя Воронцова к М. П. Щербинину видно, как был доволен князь управлением и распорядительностью своего преемника. «Я не могу достаточно возблагодарить храброго генерала Реада», — писал князь, — «благодарю Бога, что в руках Реада находится гражданское и военное управление на Кавказе». В первое же время своего командования Реаду пришлось столкнуться лицом к лицу с опасностью, угрожавшею вверенному ему краю (например, попытка горцев напасть на Тифлис), но он не растерялся, а деятельно принял соответствующие меры.
В конце 1854 года вместо князя Воронцова, окончательно оставившего Кавказ, был назначен генерал от инфантерии Н. Н. Муравьёв, а Реад был призван к своей прежней боевой деятельности: 29 ноября 1854 года он был назначен генерал-адъютантом к Его Императорскому Величеству, членом Государственного совета и командиром 3-го пехотного корпуса. Полезная деятельность Реада на Кавказе так была отмечена в Высочайшем рескрипте, данном на его имя: «Оказанные Вами… деятельность и распорядительность приобрели Вам полное право на моё благоволение, и мне приятно за заслуги Ваши изъявить Вам искреннюю мою признательность». Отъезд Реада с Кавказа был ознаменован самыми сердечными проводами населения.

### Чёрная речка
Реад принял назначение в действующую армию и принял участие в  обороне Севастополя. По прибытии в Бахчисарай, где находился в то время штаб 3-го корпуса, Реад вскоре вместе с ним перешёл на реку Бельбек и оставался там до 3 августа, командуя на левом фланге. В это время у него оставалось под командованием три полка 6-й дивизии и стрелковый батальон. Только перед самым сражением на Чёрной речке он был перемещён на правый фланг и под свою команду принял колонну, состоявшую из 12-й и 7-й резервных дивизий, составленных из полков трёхбатальонного состава при 62-х орудиях.
Князь М. Д. Горчаков, главнокомандующий Крымской армией, решился после военного совета, состоявшегося 28 июля, атаковать союзников со стороны реки Чёрной. Генералу Реаду было приказано стать с двумя дивизиями против Федюхиных гор, занятых неприятелем, и завязать с ним артиллерийский бой, но не переходить в наступление без особого на то приказания. Намерение Горчакова было, по овладении Чоргунскими высотами, основательно обозреть позицию близ реки Чёрной, атаковать Гасфортовские высоты и в подкрепление к войскам П. П. Липранди двинуть пехоту Реада, оставив его артиллерию против Федюхиных гор под прикрытием своей кавалерии. Все это было объявлено Реаду, но Горчаков был не уверен в своих действиях и предписал Реаду быть готовым к атаке Федюхиных гор, если Гасфортовские высоты будут заняты русскими войсками; в последнем случае Реада должны были поддержать войска генерала Липранди.

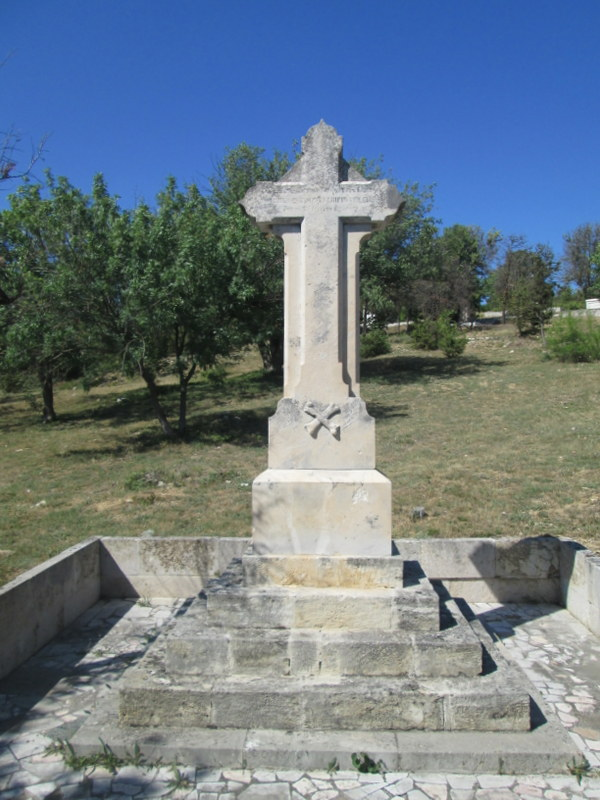
Могила Реада М. А. на Братском кладбище.

3 августа штаб Реада от речки Бельбек перешёл на Инкерманские высоты, а в 2 часа ночи спустился в долину реки Чёрной. Заря начала заниматься, когда отряд Реада, в числе прочих войск, двинулся двумя колоннами; артиллерия выехала на позицию, и вскоре послышались выстрелы с левого фланга: то стреляла артиллерия Липранди; батареи Реада также открыли огонь. Долина Чёрной речки была покрыта густым туманом, и следить за движением соседних войск не было никакой возможности. Реад со своим штабом стоял позади 12-й дивизии на небольшом пригорке, недалеко от каменного столба близ дороги, ведущей к мосту. В это время начальник артиллерии подъехал к нему и доложил о недействительности огня, так как ядра не долетали и ложились на откосах гор.
Между тем, каждые четверть часа от князя Горчакова приезжали и уезжали адъютанты, а также посылались постоянные донесения к барону Остен-Сакену, начальнику гарнизона Севастополя.
Вследствие ошибочного, преждевременного распоряжения князя Горчакова «начать сражение», Реад открыл артиллерийский огонь и приступил к атаке Федюхиных гор и начал уже карабкаться на эти горы; почти одновременно Липранди занял высоты Чоргуна. Неприятель сразу усилил позиции у Федюхиных гор, где его сосредоточилось 50000 человек. Несмотря на помощь подоспевшей 5-й дивизии, полки Реада были отброшены французами и отступили. Во время атаки Галицкого полка у Реада, следившего за ходом сражения, лопнувшей над ним гранатой была сорвана голова, и ввиду поспешности отступления его обезглавленное тело не было подобрано и осталось неприятелю.
По отзывам Остен-Сакена, князя Паскевича и других, Реад был светлою личностью, в высшей степени правдивым человеком, имевшим все данные военачальника.
Похоронен на Братском кладбище Севастополя. Надпись на кресте: «Генерал Адъютант, Генерал от Кавалерии / Николай Андреевич Реад / Убит 4-го Августа 1855 года»

## Награды
- Орден Святого Владимира 4-й степени с бантом (04.10.1812)
- Орден Святой Анны 2-й степени (29.09.1813)
- Орден Святого Георгия 4-й степени (18.03.1814)
- Золотая сабля с надписью «За храбрость» (22.01.1815)
- Алмазные знаки к ордену Святой Анны 2-й степени (19.07.1816)
- Орден Святой Анны 1-й степени (18.10.1831)
- Знак отличия за военное достоинство 2-й степени (1832)
- Императорская корона к ордену Святой Анны 1-й степени (17.07.1838)
- Орден Святого Владимира 2-й степени (09.01.1844)
- Орден Белого орла (18.02.1844)
- Орден Святого Александра Невского (23.05.1850)

Иностранные:
- Прусский орден Pour le Merite (1814)
- Прусский орден Красного орла 2-го класса со звездой (1835)
- Прусский орден Красного орла 1-го класса (1851)

## Семья
У Николая Реада было четверо братьев, все стали офицерами. Евгений Андреевич Реад участвовал в Отечественной войне 1812 года и в заграничных походах 1813—1814 годов, затем дослужился до чина полковника и был пожалован во флигель-адъютанты императора Николая I, убит турецким ядром в рядах лейб-гвардии Гусарского полка при блокаде крепости Шумла в русско-турецкой войне 1818—1829 годов. Яков Андреевич Реад в 1812—1823 годах служил в Ольвиопольском гусарском полку, прошёл с ним все походы 1812—1814 годов и вышел в отставку в чине майора, затем избирался дорогобужским уездным предводителем дворянства, скончался в 1863 году. Александр Андреевич Реад с 1810 по 1818 году служил в лейб-гвардии Преображенском полку и умер на службе в чине штабс-капитана. Андрей Андреевич Реад служил в лейб-гвардии Конноегерском полку и умер в 1820 году также в чине штабс-капитана.

## В культуре
Сатирический отзыв о Реаде оставил Л. Н. Толстой в своей «Песне про сражение на реке Чёрной 4 августа 1855 года». Строка из песни «Туда умного не надо, // Ты пошли туда Реада») стала крылатым выражением.